# 乙
乙是天干的第二位。
其在方位上指東南偏東方（105°），五行裡屬木，陰陽學說裡為陰。
天干亦可表示植物的生長週期，乙指植物初出地面，呈弯曲状。
乙在港澳台，也表示“一”、“壹”的意思。

## 含乙的干支
- 乙丑
- 乙亥
- 乙酉
- 乙未
- 乙巳
- 乙卯